# Remelana huberta
Remelana huberta är en fjärilsart som beskrevs av Hans Fruhstorfer 1907. Remelana huberta ingår i släktet Remelana och familjen juvelvingar. Inga underarter finns listade.